# Toluendiisocyanat

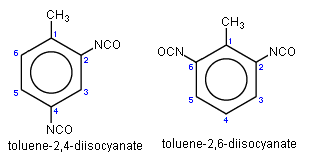
Toluendiisocyanats båda isomerer.

Toluendiisocyanat (TDI) är en aromatisk isocyanat med formeln C6H3(NCO)2CH3. Den förekommer i två isomera former; 2,4-TDI och 2,6-TDI.

## Framställning
Toluendiisocyanat framställs i en process i sex steg.

### 1.Nitrering
Först blandas toluen (C6H5CH3) med salpetersyra (HNO3) för att bilda dinitrotoluen (C6H3(NO2)2CH3).
{\displaystyle {\rm {C_{6}H_{5}CH_{3}+2\ NHO_{3}\rightarrow C_{6}H_{3}(NO_{2})_{2}CH_{3}+4\ H_{2}O}}}

### 2.Hydrogenering
Dinitrotoluen får reagera med vätgas över en katalysator för att bilda toluendiamin (C6H3(NH2)2CH3).
{\displaystyle {\rm {C_{6}H_{3}(NO_{2})_{2}CH_{3}+6\ H_{2}\rightarrow C_{6}H_{3}(NH_{2})_{2}CH_{3}+4\ H_{2}O}}}

### 3.Destillation
Blandningen av olika toluendiamin-isomerer destilleras för att få ut meta-toluendiamin.

### 4. Fosgenering
Den renade toluendiaminen får sedan reagera med fosgen för att bilda toluendiisocyanat.
{\displaystyle {\rm {C_{6}H_{3}(NH_{2})_{2}CH_{3}+2\ CCl_{2}O\rightarrow C_{6}H_{3}(NCO)_{2}CH_{3}+2\ HCl}}}

### 5. Destillation
Den TDI som bildas destilleras igen för att få en 80/20-blandning av 2,4-TDI och 2,6-TDI.

### 6. Separering
Blandningen separeras för att ge ren 2,4-TDI och en 65/35-blandning av 2,4-TDI och 2,6-TDI.

## Egenskaper
Isocyanater är giftigt och kan, även i mycket små doser, orsaka astma och allergisk alveolit.

## Användning
De båda isocyanat-grupperna är reaktiva och bildar polymerer med glykoler (polyuretan) och med diamider (polyurea).
|  |
|  |